# Sejled' op ad åen (film)
Sejled' op ad åen (originaltitel: Göta Kanal eller Vem drog ur proppen?) er en svensk komediefilm fra 1981 skrevet og instrueret af Hans Iveberg. Filmen har blandt andre Janne "Loffe" Carlsson og Kim Anderzon i hovedrollerne.

## Handling
En arabisk prins vil købe en armada af svenske motorbåde. For at afgøre, hvem der skal have ordren, udskriver han en konkurrence mellem de to konkurrenter; storfimaet Uniship og Anderssons lille bådforetagende.

## Medvirkende (i udvalg)
- Janne "Loffe" Carlsson som Janne Andersson
- Kim Anderzon som Lena Andersson
- Stig Ossian Ericson som Sigurd
- Yvonne Lombard som Rut
- Nils Eklund som Rune
- Stig Engström som Björn H:son Larsson
- Magnus Härenstam som Peter Black
- Rolv Wesenlund som Ole
- Per Oscarsson som repræsentant
- Georg Rydeberg som Gustav
- Peter Harryson som politibetjent
- Lars Amble som Leif Andersson
- Marie Göranzon som Astrid Ohlson
- Bertil Norström som slusevagt
- Mona Seilitz som Sivan
- Ulf Brunnberg som bådbetjenten Allan